# Morning Song
Maytime in Sussex
Morning Song est une œuvre concertante pour piano et orchestre du compositeur britannique Arnold Bax, composée en 1947 à l'occasion du 21e anniversaire de la reine Élisabeth II.

## Contexte
Deux aspects de la vie d'Arnold Bax, dans les années 1940, sont liés au contexte de Morning Song, sous-titré « Maytime in Sussex », composé en 1947. En 1940, lors d'un week-end d'évasion de Londres qui est alors déchirée par la guerre, le compositeur séjourne au White Horse Inn, à Storrington, dans le Sussex. Il apprécie tellement le lieu qu'il s'entend avec le propriétaire pour y louer une chambre pour une durée indéterminée, devenant sa résidence principale jusqu'à la fin de sa vie. Deux ans plus tard, il est nommé Master of the King's Musick et Morning Song est l'une des œuvres officielles qu'il compose à ce titre, une pièce de célébration pour piano et petit orchestre destinée à marquer le 21e anniversaire de la princesse et future reine Élisabeth II en 1947 et qui lui est également dédiée. Harriet Cohen enregistre l'œuvre en février de cette année-là et elle est publiée pour coïncider avec l'anniversaire. La première exécution publique a lieu en août, lorsque Harriet Cohen la joue avec l'Orchestre symphonique de Londres sous la direction de Malcolm Sargent, à l'occasion d'un des concerts pour enfants de Robert Mayer auquel la princesse assistait. Il s'agit d'une œuvre ensoleillée et géniale, d'une élégance et d'une transparence classiques, tant dans ses thèmes que dans sa partition, qui évoque le doux paysage du Sussex au printemps.

## Discographie
- Winter Legends/Morning Song/Saga Fragment, Ashley Wass (piano), James Judd (dir.), Orchestre symphonique de Bournemouth, Naxos, 8.572597, avril 2011.